# Aeroportul Hakodate
Aeroportul Hakodate (IATA: HKD, ICAO: RJCH) este un aeroport din Hakodate, Oshima Subprefecture⁠(d), Prefectura Hokkaidō, Japonia ce deservește zona Hakodate. Aeroportul a fost tranzitat în decembrie 2020 de 63.247 de pasageri. A fost deschis în 1961 și numit după zona deservită.
Situat la o altitudine de 34 m, aeroportul dispune de 1 pistă. Este operat de Hokkaido Airports⁠(d).

## Infrastructură

### Piste
Eroare Lua în Modul:Runway la linia 26: attempt to concatenate local 'surface' (a nil value)